# Ixala adventaria
Ixala adventaria är en fjärilsart som beskrevs av Richard F. Pearsall 1906. Ixala adventaria ingår i släktet Ixala och familjen mätare. Inga underarter finns listade i Catalogue of Life.